# Eva Longoria
Eva Jacqueline Longoria (Corpus Christi, Teksas, 15. ožujka 1975.), američka glumica.

## Životopis
Najmlađa od četiri sestre obitelji Longoria odrasla je na ranču u blizini Corpus Christija, Teksas. Pohađala je Texas A&M-Kingsville, gdje je dobila diplomu za kineziologiju. Nakon što je završila koledž, pristupila je talent natjecanju koji ju je odveo sve do Los Angelesa, gdje je ostvarila značajne uloge u dvije američke sapunice, The Young and the Restless i General Hospital. Nakon što je napustila svijet sapunica, Eva Longoria postala je svjetski slavna nakon uloge Gabrielle Solis u seriji Kućanice. Osim toga, Eva ima i ugovor s tvrtkom L'Oreal i imenovana je jednom od najljepših ljudi na svijetu.

## Zanimljivosti
- visoka je 157 cm.
- dvije je godine (2002. – 2004.) bila u braku s glumcem, Tylerom Christopherom.
- U ljeto 2007., udala se za NBA kosarkaša Tonyja Parkera. Par se rastao 2011.
- meksičkog je podrijetla.
- trenutno živi u Los Angelesu.
- tečno govori engleski i španjolski.
- otac joj se zove Enrique Longoria Sr., majka Ella Eva Mireles, a sestre Emily, Esmeralda i Elizabeth.

## Televizijske uloge
- Desperate Housewives (Kućanice) kao Gabrielle "Gabi" Solis (2004. - danas)
- George Lopez kao Brooke (2006.)
- Quite Frankly with Stephen A. Smith kao H-Town trener (2006.)
- Dragnet kao Gloria Duran (2003. – 2004.)
- The Young and the Restless (Mladi i nemirni) kao Isabella "Braña" Williams (2001. – 2003.)
- General Hospital kao dvojnica Brende Barrett (2000.)
- Beverly Hills, 90210 kao stjuardesa (2000.)

## Filmske uloge
- Over my Dead Body kao Kate (2007.)
- Foodfight! kao Lady X (2007.) - posudila glas
- The Sentinel kao Jill Marin (2006.)
- Harsh Times kao Sylvia (2006.)
- Hustler's Instinct kao Vanessa Santos (2005.)
- Carlita's Secret kao Carlita (2004.)
- The Dead Will Tell kao Jeanie (2004.)
- Señorita Justice kao nepoznata uloga (2004.)
- Snitch'd kao Gabby (2003.)